# Marius van Amelsvoort
Marius Johannes Josephus van Amelsvoort (Kaatsheuvel, 29 augustus 1930 – Veldhoven, 30 mei 2006) was een Nederlands politicus voor de KVP en later het CDA.

## Loopbaan
Na economie gestudeerd te hebben aan de toenmalige Katholieke Economische Hogeschool te Tilburg was hij een paar jaar werkzaam op de Nederlandse ambassade in de Verenigde Staten. Vervolgens werkte hij een tijdlang in het bankwezen dat hij na een aantal jaren combineerde met dat van het Kamerlidmaatschap van de Eerste Kamer voor de KVP waarin hij optrad als woordvoerder financieel-economische zaken. Na een kort intermezzo in het Europees Parlement volgde van 1971 tot 1980 een lidmaatschap van de Tweede Kamer. In de eerste periode tot 1977 was hij voor de KVP afgevaardigd en was hij woordvoerder ontwikkelingssamenwerking en buitenlandse zaken, in de tweede periode voor het CDA en hield hij zich bezig met financiële en fiscale zaken. In 1973 werd hij gepolst voor het ministerschap van Landbouw en Visserij wat hij echter afwees.
In 1980, in de nadagen van het kabinet-Van Agt I begon hij met zijn eerste staatssecretariaat, dat van Financiën. Nadat dit kabinet in 1981 was gevallen keerde Van Amelsvoort weer terug naar de Tweede Kamer om een jaar later in 1982 in het kabinet-Lubbers I staatssecretaris van Binnenlandse Zaken te worden. Een van de wapenfeiten van dit kabinet waarvoor hij medeverantwoordelijk was, was de Financiële-Verhoudingswet van 1984 die een nieuwe verdeling van de Rijksmiddelen in de richting van de gemeenten behelsde. Verder zorgde hij voor een nieuwe brandweerwet en een nieuwe rampenwet.
Tijdens het kabinet-Lubbers II verbleef Van Amelsvoort weer in de Tweede Kamer - opnieuw als financieel en fiscaal deskundige - om in het kabinet-Lubbers III wederom het staatssecretariaat van Financiën uit te oefenen waarbij hij onder andere fiscale zaken in zijn portefeuille had zitten. Als zodanig voerde hij een nieuwe belasting op personenauto's in. Ook was hij in deze functie verantwoordelijk voor een verhoging van de accijns op autobrandstoffen, in latere politieke discussies bekend geworden als het 'kwartje van Kok'. Voorts was hij, omdat het onder zijn portefeuille viel, degene die in 1993 zijn fiat gaf — zij het met de nodige bedenkingen zoals hijzelf meedeelde — aan de zogeheten technolease, een financieel-fiscale constructie afkomstig van premier Ruud Lubbers en minister van Economische Zaken Koos Andriessen om noodlijdende bedrijven zoals Fokker en Philips via een belastingvoordeel te ondersteunen. Omdat er twijfels rezen over de rechtmatigheid van deze kwestie werd er enkele jaren later zowel door de Tweede Kamer als door de Europese Commissie een onderzoek naar deze constructie gedaan.
Toen in 1994 het kabinet ophield te bestaan betekende dit tevens het einde van zijn politieke loopbaan.

Zijn pensionering betekende echter niet het einde van zijn maatschappelijke betrokkenheid, zo was hij van 1995 tot 2003 voorzitter van de Unie Katholieke Bond van Ouderen (KBO) waardoor hij tevens toch nog in direct contact stond met zijn partij het CDA.
Marius van Amelsvoort die al langere tijd ernstig ziek was, overleed in het voorjaar van 2006 op 75-jarige leeftijd.
- Biografisch Portaal: 27436019
- International Standard Name Identifier: 0000 0003 8931 7233
- Nederlandse Thesaurus van Auteursnamen: 07197606X
- Parlement.com: vg09lle3rtw9
- Virtual International Authority File: 282674527
- WorldCat: E39PBJycTXdtW6ft3kYMY94Xh3